# جريدة التجديد
التجديد هي صحيفة يومية مغربية عامة تهتم بالقضايا التريوية والدعوية والسياسية ومشاكل المواطنين الاجتماعية، وهي تصدر باللغة العربية. 

## التاريخ
تأسست في عام 1999. وتتألف هذه الصحيفة من موقف محافظ مسلم وموقف إعلامي لحركة الوحدة والإصلاح. ولها أيضا علاقات وثيقة مع حزب العدالة والتنمية.
يقع المقر الرئيسي للصحيفة في الدار البيضاء. 

## الخلاف
في عام 2003، نشرت الصحيفة مقالات حاسمة ضد أولئك الذين استمعوا إلى موسيقى الميتال في البلاد، ووضعت تشبيه بين موسيقى الميتال والشيطانية. وفي 6 يناير 2005 نشرت الصحيفة مقالا لرئيس تحريرها الحسن سارات حول الزلزال المميت الذي ضرب المحيط الهندي في عام 2004 وما أعقبه من تسونامي هو عقاب الله على السياحة الجنسية، المثلية والاتجار بالأطفال في جنوب شرق آسيا، وكانت هذه الكوارث تتبع تعليم الإسلام. كما سبق للجريدة أن كتبت في إحدى مقالاتها أن المغرب هو الوجهة التالية لـ «سياحة الفجور»، وقد أثار هذا البيان جدلا كبير ومعارضة شديدة، لتخرج بعد ذلك الصحيفة عن صمتها، في حين أعلن المدير العام عبد الإله ابن كيران أن هذه المادة لا تمثل سوى رأي صاحبة البلاغ.
وكما تعتبر التجديد جريدة يومية جامعة، فهي تجسيد لوحدة الحركتين على مستوى الإعلامي، ولها إمتداد إعلامي لجرائد «الإصلاح» و«الراية» و«الصحوة»، وبداية من سنة 1999 تحولت التجديد إلى شركة محدودة المسؤلية بناء على القانون المغربي، وتم إصدارها اليومي في شهر نونبر من عام 2001، واتخذت كشعار لها جملة '«تميز دون تحيز»'.

## روابط خارجية
- الموقع الرسمي